# Gonpo Tso
Gonpo Tso (tibétain : མགོན་པོ་མཚོ, Wylie : mgon po mtsho), née en 1951, est une princesse tibétaine, héritière du royaume disparu de Mei à Ngaba, et une femme politique tibétaine, ancienne membre du parlement tibétain en exil.

## Biographie

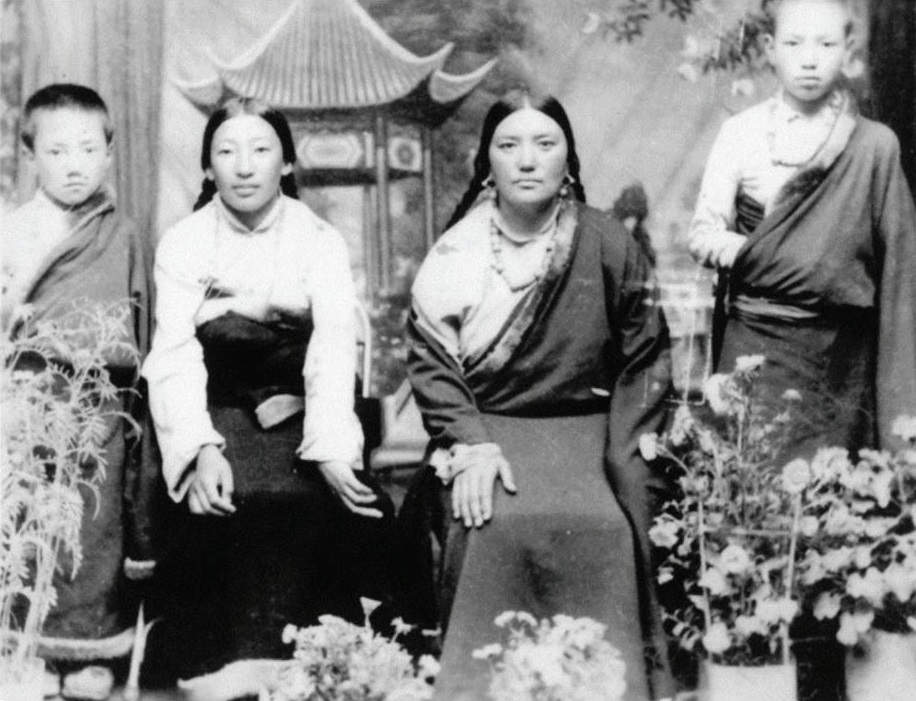
Gonpo Tso, Dondrup Tso, sœur du roi de Me'u, Tashi Drolma, reine de Me’u, Tsering Drolma, sœur ainée de Gonpo Tso, Lhassa en 1956

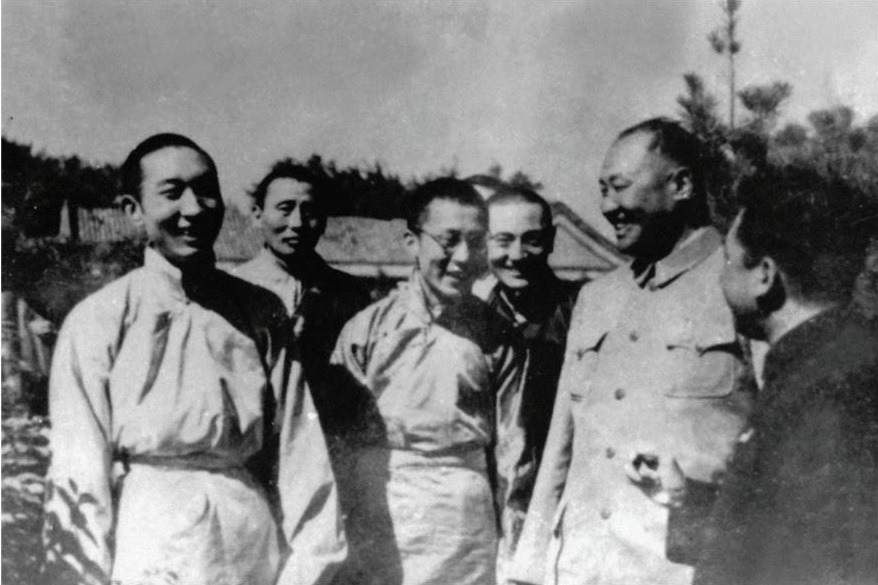
Le 10e panchen-lama, le roi de Me'u Pelgon Trinle Rabten, le 14e dalaï-lama, le choné gyalpo Pema Wangchuk (Yang Fuxing), Apa Alo (Huang Zhengqing) et Puntsok Wangyal à Pékin en 1954, durant la 1st National People's Congress

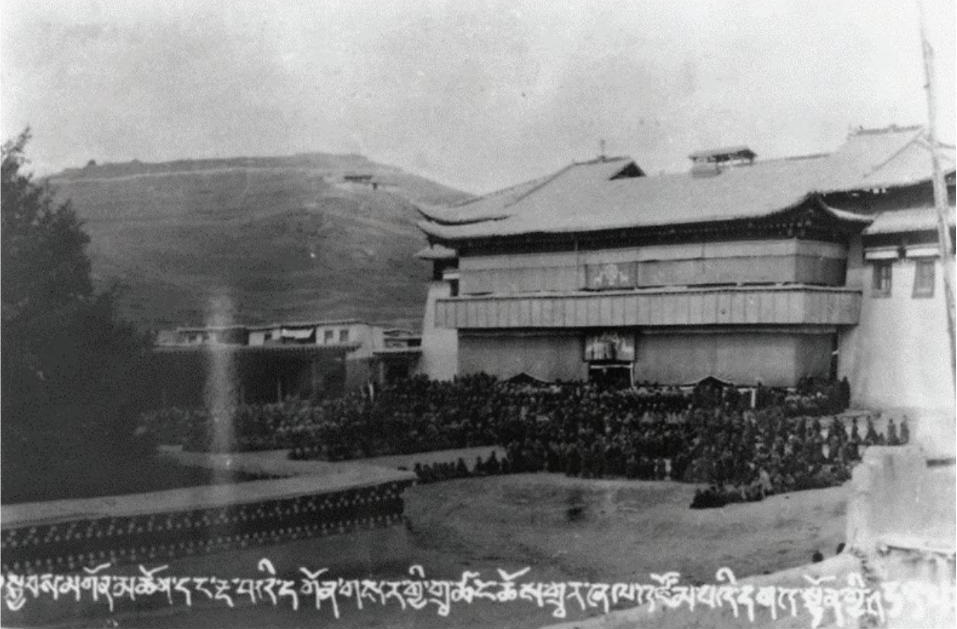
Le monastère de Kirti, Ngawa en 1957

Jeune femme, Gonpo Tso portait des robes garnies de fourrure et des perles de corail autour du cou et vivait dans un château de pisé avec une salle de réception pouvant accueillir jusqu’à mille moines. Jeune fille, Gonpo Tso était souvent confinée au deuxième étage en raison de son statut royal. Pendant ses vacances, son père recevait des moines du monastère de Kirti voisin, sa meilleure distraction.
En 1958, alors qu'elle a 7 ans, l'Armée populaire de libération s’installe  devant sa maison. Son père Pelgon Trinle Rabten est convoqué à une réunion du parti tandis que Gonpo Tso, sa mère et sa sœur doivent monter dans une jeep russe et sont expulsés.
La maison en pisé de trois étages où vivait la famille est toujours debout. Elle a été utilisée comme entrepôt pendant des décennies. En 2014, le gouvernement local a érigé une plaque et envisage des rénovations pour en faire une attraction touristique.
Il y a quelques années, des voisins ont érigé un petit sanctuaire au roi au-dessus d'un ruisseau. « Les gens étaient très fidèles au roi », explique Amdo Gelek, un historien de Ngaba en exil à Dharamsala.
Lors de l’intervention militaire chinoise au Tibet, ayant constaté la facilité avec laquelle les Chinois roulaient vers Lhassa, Rapten Tinley ordonne à son peuple de ne pas résister aux Chinois. Selon Gonpo Tso, son père était un progressiste : « Il me disait d'être humble et me faisait faire des corvées à la maison avec les domestiques ». Au départ, il pensait que les communistes chinois apporteraient des réformes indispensables au Tibet. Il a assisté à des réunions en 1954 à Pékin, où il a également rencontré le dalaï-lama, alors jeune.
Fin en 1958, le Parti communiste adopte des « réformes démocratiques » et Rapten Tinley est contraint d'abdiquer. La famille est exilée à Chengdu. Alors que les Tibétains de retour à Ngaba connaissent la famine à cause de la collectivisation forcée de leurs terres agricoles et de leurs animaux, Gonpo Tso vit initialement dans le confort. Avec sa sœur aînée, elle est scolarisée dans une école primaire chinoise d'élite, puis dans un lycée pour les minorités ethniques à Pékin. Son père est nommé à la Conférence consultative politique du peuple chinois, mais la situation de la famille se détériore rapidement. En 1966, Mao lance la Révolution culturelle. Gonpo Tso en vacances d'été chez ses parents et sa sœur à Chengdu, reçoit l'ordre de rentrer à Pékin. Elle ne reverra plus jamais ses parents.
De retour à l'école, Gonpo Tso, 15 ans, devient la cible d'étudiants révolutionnaires zélés, les Gardes rouges. Selon leurs dires, elle est une ennemie de classe, son père est un oppresseur qui mangeait des crânes d'ennemis vaincus et sa famille aurait possédé un télégraphe pour envoyer des messages secrets au dalaï-lama, exilé en Inde. En octobre 1966 sa mère rend visite à des parents au nord de Chengdu et disparaît. Quelques jours plus tard, son père, à la recherche de sa femme, saute dans une rivière et se noie dans ce qui ressemble à un suicide.
En 1968, Gonpo Tso est exilée pour travailler dans une ferme militaire au Xinjiang. Le seul membre de sa famille qui lui reste, une sœur devenue médecin, meurt de la variole. Un jeune Chinois Han, également exilé en tant qu'ennemi de classe tombe amoureux d’elle. Les mariages ethniquement mixtes étaient alors inhabituels et les autorités désapprouvent cette relation. Le couple n'a obtenu l'autorisation de se marier qu'en 1976, année de la mort de Mao. Gonpo Tso et son mari déménagent dans la ville natale de ce dernier, Nanjing. Gonpo Tso va à l'université des enseignants et obtient ensuite un emploi d'enseignant de musique et de chinois à l'école primaire. Elle a eu deux filles. Un membre tibétain du cabinet chinois ayant découvert son identité demande aux fonctionnaires du Parti communiste de lui accorder un traitement spécial.
Gonpo Tso est autorisée à visiter Ngaba en 1984, et est stupéfaite par le niveau de destruction. Au carrefour principal, où se trouvait le monastère de Kirti autrefois, pièce maîtresse de la ville, il n'y a que des décombres.
Gonpo Tso avait oublié le tibétain si bien qu'elle a besoin d'un interprète en 1987 lorsqu'elle rencontre à Pékin le panchen-lama qui lui demande : « Quel genre de fille tibétaine êtes-vous ? ». Il lui suggère d'aller en pèlerinage en Inde, berceau du bouddhisme. Lorsqu’elle part pour l'Inde en 1989, elle emmène l'aînée de ses deux filles, alors âgée de 10 ans, mais laisse son mari et sa fille de 9 ans à Nanjing avec la promesse de revenir après quelques mois. À Dharamsala, elle prend des cours de tibétain avec Kirti Rinpoché, le chef du monastère de Kirti également en exil. Le dalaï-lama la nomme membre du parlement tibétain en exil en 1991. Elle est élue lors de l'assemblée de 1996. Sa fille aînée déménagera à New Delhi et Gonpo Tso ne revit son mari et sa fille cadette qu'en 2005, quand ils sont venus lui rendre visite en Inde. « J'étais le seul enfant vivant du roi de Mei. Je me sentais obligé de rester ici », dit Gonpo Tso.
Sur 135 personnes décédées par auto-immolation pour protester contre la domination chinoise de la communauté tibétaine, plus de 30 étaient des moines ou d’anciens moines de Kirti. Au moins huit venaient de Meruma, un groupe de villages du comté de Ngaba où étaient basés les principaux officiers et la suite de son père. Selon un historien local, plusieurs des auto-immolés étaient les petits-enfants de ces officiers.
Ayant été éduqué au sein du système communiste chinois, Gonpo Tso n'est pas particulièrement anti-chinoise. La campagne perpétuelle du Parti communiste contre le dalaï-lama lui « brise le cœur. Cela fait mal à tous les Tibétains. Je ne comprends pas pourquoi les Chinois ne comprennent pas que cela leur cause seulement plus de problèmes. ».
Gonpo Tso travaille quotidiennement comme traducteur de documents chinois en tibétain à l'Administration centrale tibétaine.